# Penelomax septentrionalis
Penelomax septentrionalis är en dagsländeart som först beskrevs av Mcdunnough 1925.  Penelomax septentrionalis ingår i släktet Penelomax och familjen mossdagsländor. Inga underarter finns listade i Catalogue of Life.